# Christoph Rostock
Christoph Rostock ist der Funkrufname eines in Rostock stationierten Intensivtransporthubschraubers der Johanniter-Unfall-Hilfe. Dieser kann im Dual-Use-Verfahren sowohl für Verlegungs- als auch Notfalleinsätze genutzt werden. Hierbei ist er rund um die Uhr einsatzbereit. Das Einsatzgebiet von Christoph Rostock erstreckt sich von Mecklenburg-Vorpommern über die Ostseeinseln und umliegende Bundesländer. Sekundärtransporte werden deutschlandweit sowie bei Bedarf auch nach Dänemark, Polen, Tschechien und in die Niederlande durchgeführt.
Seit August 2025 wird an der Station eine Airbus H145 D-3 mit Fünfblattrotor eingesetzt.